# Marin (Haute-Savoie)
Marin is een gemeente in het Franse departement Haute-Savoie (regio Auvergne-Rhône-Alpes) en telt 1283 inwoners (1999).

## Geografie
De oppervlakte van Marin bedraagt 5,13 km², de bevolkingsdichtheid is 231 inwoners per km².
De onderstaande kaart toont de ligging van Marin (Haute-Savoie) met de belangrijkste infrastructuur en aangrenzende gemeenten.

## Demografie
Onderstaande figuur toont het verloop van het inwonertal (bron: INSEE-tellingen).

1. ↑  Populations de référence 2022.